# Miltocite
Miltocite (in greco antico: Μιλτοκύθης?, Miltokýthēs; ... – 359 a.C.) è stato un aristocratico e un tesoriere tracico.

## Biografia
Miltocite era forse diretto discendente di un suo omonimo, di origini nobili, che combatté nella battaglia di Cunassa del 401 a.C. come leader dei mercenari traci.
Nel 363 a.C. fu inviato al comando di un esercito nel Chersoneso, contro gli Ateniesi rompendo così l'alleanza, su richiesta di Cotys. Iniziò la sua spedizione con l'assedio di Sesto, base militare degli Ateniesi nel Chersoneso. Sesto, che non ricevette alcun aiuto da Atene, occupata con l'assedio di Potidea, dovette capitolare nella primavera del 362 a.C. Questa prima conquista permise a Miltocite di conquistare il resto della regione.
Conquistati vari territori nel Chersoneso, Miltocite decise di ribellarsi al re tracio Cotys: per prima cosa conquistò il monte Hieron, dove era custodito un tesoro con cui Miltocite poté pagare i mercenari e le altre spese. Per sostenere la rivolta Miltocite inizialmente chiese aiuto ad Ariobarzane, che si stava rivoltando ad Artaserse II di Persia, poi chiese persino sostegno ad Atene, nell'estate del 362 a.C. Atene acconsentì alle richieste e inviò Autocle a sostegno del ribelle Miltocite. Il re Cotys si era nel frattempo alleato con Autofradate.
Demostene, però, contrario alla decisione di intervenire, convocò nuovamente l'assemblea ad Atene e riuscì ad impedire che Atene si schierasse, impedendo l'invio di rinforzi ufficiali per non rovinare i rapporti con Cotys; Autocle fu quindi richiamato in patria. La questione, però, non terminò qui: gli Ateniesi alla fine decisero di far rinviare l'esercito di Autocle nel Chersoneso per riconquistare le città perse, dando, in questo modo, limitati aiuti a Miltocite. Cotys nel frattempo aveva posto l'assedio alle città di Sesto e Crithote, entrambe precedentemente conquistate da Miltocite. Il generale ribelle unì i rinforzi ateniesi e quelli di Ariobarzane presso il monte Hieron, punto vitale da controllare per la riuscita della ribellione. Autocle decise di prendere il comando della flotta di Miltocite, visto che tra i rinforzi gli Ateniesi non avevano inviato triremi, navi che sarebbero state fondamentali per resistere. Ma l'esiguità della flotta giocò a sfavore di Miltocite, che subì la decisiva sconfitta.
Nel 360, alla morte di Cotys ucciso da Eraclide e Fitone, Miltocite cercò di ottenere alcune vittorie militari per conquistare il potere. Tuttavia, nel 359, fu sconfitto da Caridemo, insieme all'alleato Chersoblepte, figlio di Cotys, che lo consegnò agli abitanti della Cardia, nemici di Atene, che annegarono Miltocite e suo figlio nel mare.